# Placas de identificação de veículos na Argélia

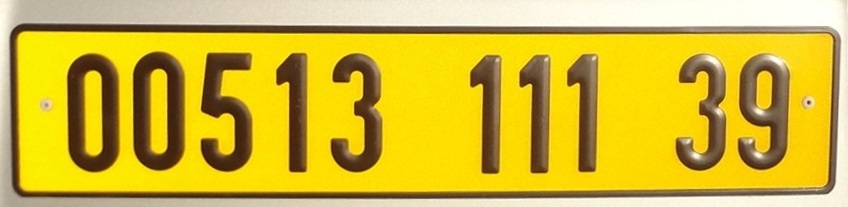
Placa argelina

As placas de identificação de veículos na Argélia são fabricadas de acordo com os mesmos padrões utilizadas em suas equivalentes francesas, usando o mesmo tipo de letra e dimensões – embora tenha havido uma recente tendência para a aplicação personalizada tipos (Impact e Century Gothic têm sido observadas).
As placas comuns têm dígitos pretos com fundo branco (placas dianteiras) ou fundo amarelo (placas traseiras), sendo compostas apenas apenas por algarismos.
O registro tem a forma de três grupos de algarismos separados por um espaço (as placas iniciais eram separadas com um hífen). Desde o final da década de 1990, o primeiro grupo de números é composto por 5 dígitos (incluindo zeros à esquerda – as placas no sistema anterior tinham até três dígitos sem zeros à esquerda), que compõem o veículo real de inscrições e número de série. O próximo grupo é formado de 3 dígitos, e é utilizado para identificar a classe de veículo e ano de fabricação (por exemplo, 198 indica um veículo particular fabricado em 1998). Um sufixo de dois dígitos na placa identifica o vilaiete (árabe: ولاية) ou província em que o veículo foi registrado.

## Tabela de sufixos numéricos[4][5]
| Sufixo | vilaiete           |
| ------ | ------------------ |
| 01     | Adrar              |
| 02     | Ech Cheliff        |
| 03     | Laghouat           |
| 04     | Oum el Bouaghi     |
| 05     | Batna              |
| 06     | Béjaïa             |
| 07     | Biskra             |
| 08     | Béchar             |
| 09     | Blida              |
| 10     | Bouira             |
| 11     | Tamanrasset        |
| 12     | Tébessa            |
| 13     | Tremecém           |
| 14     | Tiaret             |
| 15     | Tizi Ouzou         |
| 16     | Algiers            |
| 17     | Djelfa             |
| 18     | Djidjelli          |
| 19     | Sétif              |
| 20     | Saïda              |
| 21     | Skikda             |
| 22     | Sidi Bel Abbès     |
| 23     | Annaba             |
| 24     | Guelma             |
| 25     | Qasentina          |
| 26     | Médéa              |
| 27     | Mostaganem         |
| 28     | M'Sila             |
| 29     | Mascara            |
| 30     | Ouargla            |
| 31     | Oran               |
| 32     | El Bayadh          |
| 33     | Illizi             |
| 34     | Bordj Bou Arréridj |
| 35     | Boumrdès           |
| 36     | El Tarf            |
| 37     | Tindouf            |
| 38     | Tissemsilt         |
| 39     | El Oued            |
| 40     | Khenchela          |
| 41     | Souk Ahras         |
| 42     | Tipaza             |
| 43     | Mila               |
| 44     | Aïn Defla          |
| 45     | Naama              |
| 46     | Aïn Témouchent     |
| 47     | Ghardaïa           |
| 48     | Relizane           |